# Avast Antivirus
Az Avast Antivirus egy vírusirtó program Windowsra, Androidra és macOS-re. Az amerikai–brit Avast Software fejleszti.

## Története
Pavel Baudiš, a prágai Matematikai Kutatóintézet dolgozója 1988-ban felfedezte a Vienna vírust, és írt egy ennek eltávolítására képes programot. Társával, Eduard Kučerával megalapította az Alwil Software Szövetkezetet, melyet 1991-ben, a bársonyos forradalom után vállalkozássá alakította.
Ondrej Vlček 1995-ben megírta az első vírusirtót Windows 95-re. 1996-ban az Avast Antivirus megnyerte a Virus Bulletin magazin „VB100-díját” minden tesztelt kategóriában. 2002-re már mintegy egymillióan használták, főképp a 2001-től elérhető ingyenes változatot. 2006 végére már közel 20 millióan használták, és ez évben nyerte meg az „SC Awards” díjat a legjobb vírus- és kártevőirtó (Európa), illetve az olvasói vélemény (USA) kategóriájában. Mikor Alwil 2006-ban a céget részvénytársasággá alakította, az Avastot már 40 millióan használták.
2010-ben a cég a vírusirtója nevét vette fel, így Alwil Software-ről Avast Software-re lett átnevezve. A fő termék mellé az ezt követő két évben létrejött a cégek számára a „Business Protection Line”, a mobileszközökhöz az „Avast Free Mobile Security”. A Download.comon az Avast Free Antivirus a legtöbbet letöltött szoftver volt 2012-ben, és 2013-ban több mint 200 millió PC, Mac és androidos eszköz rendelkezett a szoftverrel.

## Elnevezés
Az Avast eredetileg az Anti-Virus Advanced Set rövidítése volt, azonban az elnevezés hasonlított a tengerészek „houd vast!” holland nyelvű felkiáltására, mely nagyjából ezt jelenti: „Tartsd!”, mely megfelelőnek tűnt a programhoz is, mivel a felkiáltás „Stop!”-ként is értelmezhető volt. Ezen eredetre utal a felkiáltójel is.

## Verziók és funkciók
A magánfelhasználásra szánt ingyenes változat majdnem minden funkcióval rendelkezik, melyek a fizetős változatban is jelen vannak.
Az alkalmazás a fájlokban kártevőket kereső háttérfolyamatként működik. A 8 részfolyamatba (fájlrendszer-, e-mail-, webes, P2P-, IM-, hálózat-, szkript- és munkavédelem) való felosztás révén lehetséges egy-egy rész be-/kikapcsolása.
A Windowson az Avast rendelkezik fokozatos frissítési funkcióval, mely új verziókat és vírusinformációkat keres, és csak a még nem telepített adatokat tölti le. Így az automatikus és háttérben történő frissítés rövidebb.

### Avast Free Antivirus
Magánhasználatra szánt ingyenes változat. Az Avast Home (4-es verzió), illetve Avast Free Antivirus (5–12-es verzió) használóinak 30 napos próbaidő után név és e-mail-cím megadásával regisztrálni kellett, ezt 12 havonta a termék további használatához meg kellett ismételni. A 17-es verzióban (2017. július) ez megszűnt.
- Valósidejű védelem
  - Fájlrendszervédelem (írási és olvasási ellenőrzés)
  - Webes védelem (helyi proxyszerveren át ellenőrzi az internetes forgalmat)
  - E-mail-védelem (be- és kimenetkor is ellenőrzi az e-maileket kártevőkre)
  - Hálózatvédelem (blokkolja a káros URL-eket)
  - P2P-védelem (társ-társ kapcsolatok használatakor véd)
  - IM-védelem (azonnali üzenetek esetén véd)
  - Viselkedésvédelem (ismeretlen fenyegetések felismerése viselkedésük ismeretében)
  - Szkriptvédelem (weblapok rosszindulatú szkriptjei ellen)
  - Adathalászat elleni védelem
- Rootkitek elleni valós idejű védelem
- Kémszoftverek elleni védelem
- Önvédelmi funkció (a program malware okozta manipulációja ellen)
- Erkennung von potenziell unerwünschten Programmen
- Avast AutoSandbox (a gyanús programok karanténba tehetők)
- Avast Online Security (egy weblap esetén megbízhatóságát ellenőrzi, összehasonlítható a Web of Trusttal)
- URL-blokkolás (a felhasználó által meghatározott URL-ek blokkolása)
- Software Updater: elavult programokat listáz
- Avast Browser Cleanup: nem kívánt bővítmények eltávolítása
- játékos mód (játékok futtatásakor javítja a teljesítményt)
- WLAN-vizsgáló: a hálózat gyengeségeit ellenőrzi, és lehetséges biztonsági kockázatokat ismertet
- Avast Passwords: jelszókezelő
- Indításiidő-ellenőrzés (indítás előtti fenyegetésekről számol be)
- Avast mentőközeg
- CyberCapture (ritka, gyanús fájlokat elemez)
- Anti-Exploit (hibakihasználások, héjkód stb. ellen)
- Avast Secure Browser
- UEFI-Scan
- botnettámadások elleni védelem
- ransomware elleni védelem

### Többé nem fejlesztett termékek (Avast Pro, Internet Security, Omni, Family Space és Passwords)
2019-ben minden fizetős modult egy csomagba foglalt össze az Avast. Azóta az Avast Internet Security többé nem tölthető le a weblapról. 2020 júliusában kiderült, hogy az Avast Pro fejlesztése is véget ér. A regisztrált Internet Security- és Pro-használók a 20.5 verzióra való frissítéskor felár nélkül megkapták az új Avast Premium Securityt.
Az Avast Pro Antivirus további funkciói az Avast Free Antivirushoz képest:
- parancssor-ellenőrző
- Avast Sandbox
- Avast SafeZone
- Real Site (DNS-eltérítés elleni védelem)
- kereskedelmi célokra használható
- németül és további 43 nyelven volt elérhető[4]

Az Avast Internet Security további funkciói az Avast Pro Antivirushoz képest:
- Tűzfal
- Spam elleni védelem
- Ransomware elleni védelem
- Érzékeny adatok védelme

#### Avast Omni
Az Avast egy alkalmazásból és egy hardverkomponensből, az Avast Omni hubból álló biztonsági rendszer volt, melyet a router Ethernet portján lehetett helyi hálózatba integrálni. Figyelte a házi WLAN-hálózathoz csatlakozott eszközöket, és fenyegetés esetén figyelmeztetést adott. Számítógépeket, tableteket és mobiltelefonokat is védett a hackerek és a kártevők ellen. Ezenkívül internetes (nem megfelelő tartalmak és alkalmazások blokkolása, interneten töltött idő korlátozása) és azon kívüli gyermekbiztonsági funkcióval is rendelkezett (geolokáció a gyermekek tartózkodási helyéről, figyelmeztetések egy hely (például otthon, iskola) elhagyásakor/belépésekor, a telefonok akkumulátorának állapota).
Az Avast Omni 2019. március 14-i bejelentésétől csak az Amerikai Egyesült Államokban volt elérhető, és a webhely is csak „United States (English)” régió-/nyelvbeállítás esetén mutatta. Mivel a szoftver teljes körű használatához a hardver is szükséges volt, felesleges lett volna más országból a telepítő letöltése.
2021. december 10-én az Avast úgy döntött, hogy többé nem fejleszti az Avast Omnit, hogy más termékek fejlesztésére összpontosíthasson.

#### Avast Family Space
Az Avast Omninál említett internetes és azon kívüli gyermekbiztonsági funkciók önálló alkalmazásban, az Androidra és iOS-re telepíthető Avast Family Space-ben is elérhetők voltak. Szemben a csak az Amerikai Egyesült Államokban elérhető Avast Omnival, ez más országokban is elérhető volt (Kanadában, Németországban, Franciaországban, Nagy-Britanniában, Spanyolországban). Az alkalmazás megjelenéséhez az Avast weblapjának nyelvi beállítása az Amerikai Egyesült Államok és Kanada esetén angol kellett, hogy legyen.
E terméket se fejlesztik többé.

#### Avast Passwords
Jelszókezelő volt. A prémium változatban figyelte az internetet, és figyelmezetette a felhasználót, ha egy webhelyet feltörtek, és fiókja veszélyben volt. E funkció az Avast Premium Security és az Avast Secure Browser része lett.

### Avast Premium Security (korábban: Avast Premier)
További funkciói az Avast Internet Securityhoz képest:
- adattörlő
- Software Updater – automatikusan telepített programok frissítése
- webkamera-védelem
- jelszóvédelem böngészőkhöz
- távoli hozzáférés elleni védelem (Remote Access Shield)
- figyelmeztetés feltört fiókokról

### Avast Ultimate
További funkciói az Avast Premium Securityhoz képest:
- Avast SecureLine (VPN)
- Avast Cleanup Premium
- Avast Passwords Premium
- Avast AntiTrack Premium

### Avast Mobile Security
2012 februárjában az Avast Software ingyenes biztonsági megoldást adott ki Android operációs rendszerre. A PC-Welt a szoftvert jónak ítélte. A Heise Security szerint 2014-ben a szoftver jelentős adatvédelmi problémákat mutatott.

## További Avast-programok

### Avast Secure Browser
Ingyenes böngésző sok védelmi opcióval.

#### Avast Secure Browser PRO
2021. július 23-án megjelent egy javított Avast Secure Browser-változat beépített VPN-funkcióval és jobb internetes védelmi és gyorsító funkciókkal. Fizetős (30 nap próbaidő, ezután 5 eszközre való előfizetéssel 1 hónapos, 1 vagy 2 éves időtartamra).

### Avast SecureLine VPN
Az internetkapcsolatot titkosítja.

### Avast Driver Updater
Elavult illesztőprogramokat keres, és regisztráció után letölti az új változatokat. Ezenkívül a meglévő illesztőprogramok biztosítására és helyreállítására is képes a regisztrálatlan változat is.

### Avast AntiTrack Premium
Követés ellen véd. A weblap ingyenes ellenőrzést is kínál.

### Avast BreachGuard
Személyes információkat véd adatszivárgások és harmadik fél általi kiadás ellen.

### Avast Cleanup Premium
Tisztítja, gyorsítja és optimalizálja a számítógépet, aktualizálja az alkalmazásokat, és megoldja a problémákat.

### Avast Battery Saver
Szükség esetén a CPU-teljesítményt csökkenti, és ha nincsenek használatban kikapcsolja a Bluetootht, a WLAN-t és a merevlemezeket az akkumulátor élettartamának hosszabbításához.

## Nem mindenhol elérhető Avast-termékek

### Avast One
2021. augusztus 20-án jelentette be az Avast az Avast One-t, mely vírusvédelmet, VPN-t, követők elleni védelmet, jelszóvédelmet és teljesítményjavító eszközöket tartalmazott. Ingyenes alapverzióként és fizetős verzióként egyaránt elérhető.
A jelenlegi (2023) verzió nem képes más Avast-termékekkel (AV, VPN, Cleanup, AntiTrack stb.) egy eszközön működni, így ezek adott esetben korábban eltávolítandók.
Az Avast One jelenleg (2023) 11 országban (Németország, Ausztria, Svájc, Franciaország, Nagy-Britannia, Írország, Hollandia, Amerikai Egyesült Államok, Kanada, Ausztrália, Új-Zéland) érhető el. A termékoldalon így csak akkor jelenik meg a termék, ha ezek egyike van beállítva. Az Amerikai Egyesült Államok esetén pedig angol nyelv állítandó be.

## Verziótörténet
| (Fő)verzió | Dátum | Leírás |
| ---------- | ----- | --- |
| ?          | ?     | - |
| 4.0        | 2003  | A 4.8 (2008) verziótól a vírusellenőrző rootkiteket ellenőrzi, a kémszoftvereket blokkolja. Egyik mechanizmus se konfigurálható, de leállítható a beállításokban. |
| 5.0        | 2009  | Új felhasználói felület és viselkedésblokkoló. A Windows 98 támogatása véget ért, és megjelent a támogatott, „Internet Security” fizetős verzióval, homokozóval és tűzfallal is ellátott verzió. |
| 6.0        | 2011  | Az ingyenes verzióban automatikus homokozó, beépülő és szkriptblokkoló vált elérhetővé. |
| 7.0        | 2012  | A 7-es verziótól az Avast „hibrid frissítéseket” kap, vagyis a hagyományos aláírás- és „áramló frissítéseket” egyaránt, ahol állandó kapcsolat jön létre az Avast-szerverekhez, melyek a frissítéseket közvetlenül a programba küldik. Létrejött a FileRep, mely a futtatható fájlokat adatbázissal határozza meg, hogy rosszindulatukra következtessen. Ezenkívül megjelent a távoli támogatás, lehetővé téve más személyeknek a segítséget egy probléma esetén. Továbbá a WebRep támogatni kezdte az Operát és az Safarit is. Megjelent a lehetőség Avast-fiók létrehozására, mellyel több Avast-telepítés kezelhető más számítógépekről. |
| 8.0        | 2013  | Átdolgozott felhasználói felület, elavult programok frissítését lehetővé tevő komponens megjelenése. |
| 2014       | 2013  | Megjelent a mesterséges intelligenciával irányított DynaGen technológia, az Avast SecureLine VPN, mely lehetővé teszi a webes aktivitások titkosítását és anonimizálását, valamint az optimalizációra/gyorsításra az Avast GrimeFighter |
| 2015       | 2014  | Otthonihálózat-biztonság, biztonságos DNS, HTTPS-ellenőrzés és Smart-Scan |
| 2016 (11)  | 2015  | Egyszerűsített felület, teljesítményjavítás. |
| 12         | 2016  | Távoli támogatás eltávolítása. |
| 17         | 2017  | Főverziószám-ugrás új tervezés megjelenésével. E verziótól havi 1–2 alkalommal kisebb frissítések, melyek jelölése: 17.[hónap sorszáma].x. |
| 18         | 2018  | Letöltött alkalmazások ellenőrzésének optimalizálása és új Anti-Exploit modul. |
| 19         | 2019  | Első tisztán 64 bites verzió. Beállítások átalakítása. E verzió többé nem kompatibilis Windows XP-vel és Vistával. |
| 20         | 2020  | Biztonsági statisztikák, botnettámadások elleni védelem, új tűzfal és jelszóvédelem. A 20.5 verziótól: távoli hozzáférés (Remote Access Shield) és ransomware elleni védelem. |
| 21         | 2021  | új funkció: figyelmeztetések feltört fiókokról. Új kategória: Eszközök |

## Kritika
2019. december 2-án a Firefoxot készítő Mozilla Alapítvány eltávolította az Avast Online Securityt és az AVG Online Securityt bővítménykatalógusából. A gHacks Tech News beszámolt arról, hogy az Adblock Plus készítője szerint a működéshez szükségesnél több információt küldenek az előzményekről az Avast felé, s az Avast és a Mozilla is beszéltek arról, hogy e bővítmények visszatérnek a katalógusba, vagy a Mozilla a blokkolt alkalmazások közé helyezi őket.
Az Avast 2019. december 4-i állásfoglalásában elmondta, hogy a kiterjesztésnek az internetes előzmények arra kellenek, hogy a felhasználót megvédjék a támadásoktól. Ez a felhasználó adatai megszerzése és mentése nélkül történik. A friss verziók, melyek az új kívánalmaknak „teljesen megfelelnek és átlátszóak” a közeljövőben „a szokásos módon elérhetők lesznek a Mozilla Store-ban”. Google Chrome-ra az Avast- és AVG-bővítmények elérhetők maradtak.
2020 januárjában kiderült, hogy az Avast over Jumpshot, az Avast-csoport része sok felhasználó böngészőadatait adta el más cégeknek, például a Google-nek, a Microsoftnak és a McKinsey-nek. Ezen adatok közé tartoztak például Google-keresési kifejezések, letöltött YouTube-videók kifejezései, a Google Maps GPS-adatai, felkeresett pornóoldalak, de nem volt köztük személyes adat.

## Fordítás
- Ez a szócikk részben vagy egészben  az   Avast Antivirus című német Wikipédia-szócikk ezen változatának fordításán alapul.  Az eredeti cikk szerkesztőit annak laptörténete sorolja fel. Ez a jelzés csupán a megfogalmazás eredetét és a szerzői jogokat jelzi, nem szolgál a cikkben szereplő információk forrásmegjelöléseként.